# Rue Charles-Tellier
La rue Charles-Tellier est une voie du 16e arrondissement de Paris, en France.

## Situation et accès
La rue Charles-Tellier est une voie publique située dans le 16e arrondissement de Paris. Elle débute au 157, boulevard Murat et se termine au 19-23, rue Le Marois.

## Origine du nom

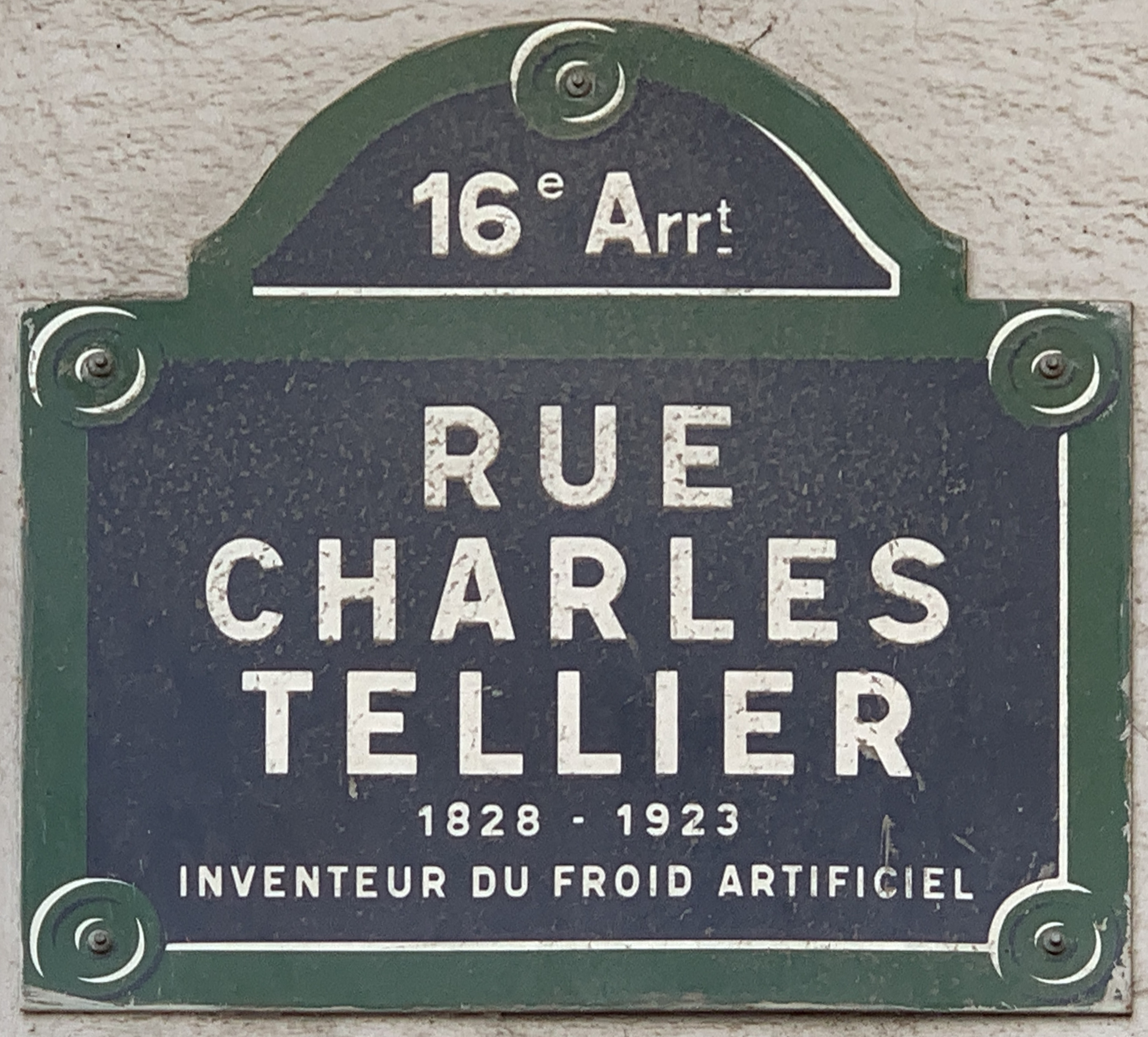
Plaque de la rue.

Elle tient son nom du physicien français, inventeur du froid artificiel Charles Tellier (1828-1913), qui a demeuré dans le voisinage.

## Historique
Cette voie est ouverte par la Ville de Paris en 1925 sous sa dénomination actuelle en vertu d'un arrêté du 5 août 1926.